# 곤살로 이과인
곤살로 제라르도 이과인(스페인어: Gonzalo Gerardo Higuaín ɡonˈsalo iɣwaˈin[*], 1987년 12월 10일 ~ ) 은 아르헨티나의 은퇴한 축구 선수로, 포지션은 스트라이커였다. 레알 마드리드, 나폴리, 유벤투스에서 전성기를 보냈다.
작은 씨 (El Pipita) 혹은 씨 (Pipa) 라는 별칭으로도 알려져 있으며, 그의 부친 호르헤도 축구 선수인데, 곤살로는 프랑스 태생이며, 2007년에 아르헨티나 시민권을 획득해, 현재 이중 국적자이다. 그는 아르헨티나의 리버 플레이트에서 데뷔하여 2007년 1월에 €12M으로 레알 마드리드에 입단했다. 그는 스페인에 머물면서 세 차례 라 리가 우승을 거두었고, 190번의 리그 경기에서 107골을 기록했다. 그는 2013년 여름, €40M에 나폴리에 합류해 첫 시즌에 코파 이탈리아 우승을 거두었다. 2015-16 시즌, 그는 리그에서 36경기 골을 기록해 세리에 A 득점왕에 등극했고, 87년 전 지노 로세티가 기록한 역대 단일 시즌 최다 득점 기록과 동률을 이루었다. 나폴리에서 다득점 능력을 보인 그는 2016년에 €90M으로 이탈리아 정상에 오른 유벤투스로 이적해, 남아메리카 선수로는 역대 최고 이적료를 기록했다. 그의 이적료는 이탈리아 역대 최고이기도 하며 국내 리그 구단 간 이적으로는 역대 최고 이적료를 기록했다.
이과인은 2009년부터 아르헨티나의 성인 국가대표였다. 그는 아르헨티나를 대표하여 2번의 FIFA 월드컵과 3번의 코파 아메리카에 참가했고, 2014년 FIFA 월드컵, 2015년 코파 아메리카, 그리고 2016년 코파 아메리카 센테나리오에서 준우승을 차지했다.

## 어린 시절
이과인은 1987년 12월 10일, 프랑스의 브레스트에서 당시 브레스투아 선수로 활약하던 아르헨티나 축구 선수인 호르헤 이과인의 아들로 출생했다. 그는 출생 10달 후에 프랑스를 떠났기에 프랑스어를 못 하지만, 프랑스 국적을 지니고 있으며, 2007년 1월에는 아르헨티나 국적도 신청해 획득했다. 이과인 위에는 니콜라스와 페데리코 두 형이 있는데, 이 중 작은형은 메이저 리그 사커의 콜럼버스 크루에서 후방 공격수로 활약하며, 아래로 동생 라우타로가 있다.

## 구단 경력

### 리버 플레이트
이과인은 아버지의 도움으로 유소년 아카데미에서 축구를 시작한 뒤, 2005년 5월 29일에 힘나시아 라플라타와의 경기에서 리버 플레이트 데뷔전을 치렀고, 경기는 2-1로 이겼다. 2006년 2월 12일, 그는 3-1로 이긴 반피엘드와의 리그 경기에서 첫 골을 넣었다. 이과인은 2005-06 시즌을 12경기 출전 5골로 끝냈다.
2006년 10월 8일, 보카 주니어스와의 지역 더비전인 대고전 더비 경기에서 2골을 기록한 후, 다니엘 파사레야 리버 플레이트 감독은 이과인 앞에 "창대한 미래"가 펼쳐져 있고, "거물로 성장할 가능성"을 타고났다고 말했다. 그 시즌 말, 그는 17번의 리그 경기에서 10골을 기록했다.

### 레알 마드리드

#### 2006–07 시즌
2006년 12월, 스페인의 레알 마드리드는 €12M에 리버 플레이트로부터 이과인의 영입을 확정지었다. 그는 2007년 1월 11일, 레알 베티스와의 코파 델 레이 세비야 원정 2차전 경기에서 첫 경기를 치렀다. 사흘 후인 2007년 1월 14일, 그는 사라고사와의 안방 경기에서 첫 리그 득점을 기록했다. 이과인은 수 차례의 득점 기회 창출과 1-0 결승골을 돕기도 했으며, 이는 마드리드의 승리로 이어졌다. 그는 2월 24일, 아틀레티코 마드리드와 마드리드 더비를 벌일 때 동점골을 기록해 비센테 칼데론 적지에서 1-1 무승부를 쟁취했다. 그러나 베르나베우에서의 첫 시즌에 득점 횟수가 떨어졌기에, 이과인의 활약상은 의문의 대상으로 지적되었다.

#### 2007–08 시즌
2007-08 시즌, 이과인의 활약상은 여전히 꾸준치 못했지만, 시즌 막판에 인상적인 성과를 거두었다. 그는 오사수나와의 경기에서 막판에 2-1 역전골을 터뜨렸고, 이로써 레알 마드리드는 산술적으로 라 리가 2연패를 확정지었다. 나흘 후, 그는 바르셀로나와 벌인 고전 더비에서 마드리드의 3번째 골을 넣어 4-1 대승에 일조했다. 그는 교체로 들어간 지 57초 만에 득점을 기록했다.

#### 2008–09 시즌
2008-09 시즌, 이과인은 네덜란드인 공격수 뤼트 판 니스텔로이가 중상으로 쓰러지면서 주전으로 뛸 기회가 주어졌다. 2008년 8월, 이과인은 발렌시아와의 수페르코파 데 에스파냐 경기에서 마드리드의 결승골을 기록했다. 얼마 지나지 않아, 그는 말라가와의 경기에서 홀로 4골을 집어넣어 4-3 승리를 견인했다. 그 덕에, 그는 국제적으로 인지도를 얻기 시작했으며, 바르셀로나의 사뮈엘 에토와 라 리가 득점 선두 경쟁을 시작했다. 2009년 4월 21일, 이과인은 헤타페와의 경기에서도 훌륭한 활약상을 펼쳤는데, 그는 막판에 골을 터뜨려 레알 마드리드의 3-2 승리를 이끌었고, 주제프 과르디올라의 바르셀로나를 바짝 추격해 리그 우승 경쟁을 이어나갔다. 시즌 동안, 이과인은 훌륭한 활약상과 막판에 득점할 수 있는 능력으로 세계 축구계에서 가장 유망한 재능으로 손꼽히기 시작했다. 그는 시즌을 리그에서 22번 득점하고 모든 대회를 통틀어 24골을 기록했는데, 이는 디에고 포를란, 다비드 비야, 그리고 티에리 앙리 같은 인지도 높은 국제 거물들과 득점 횟수가 비슷한 수치였다.

#### 2009–10 시즌

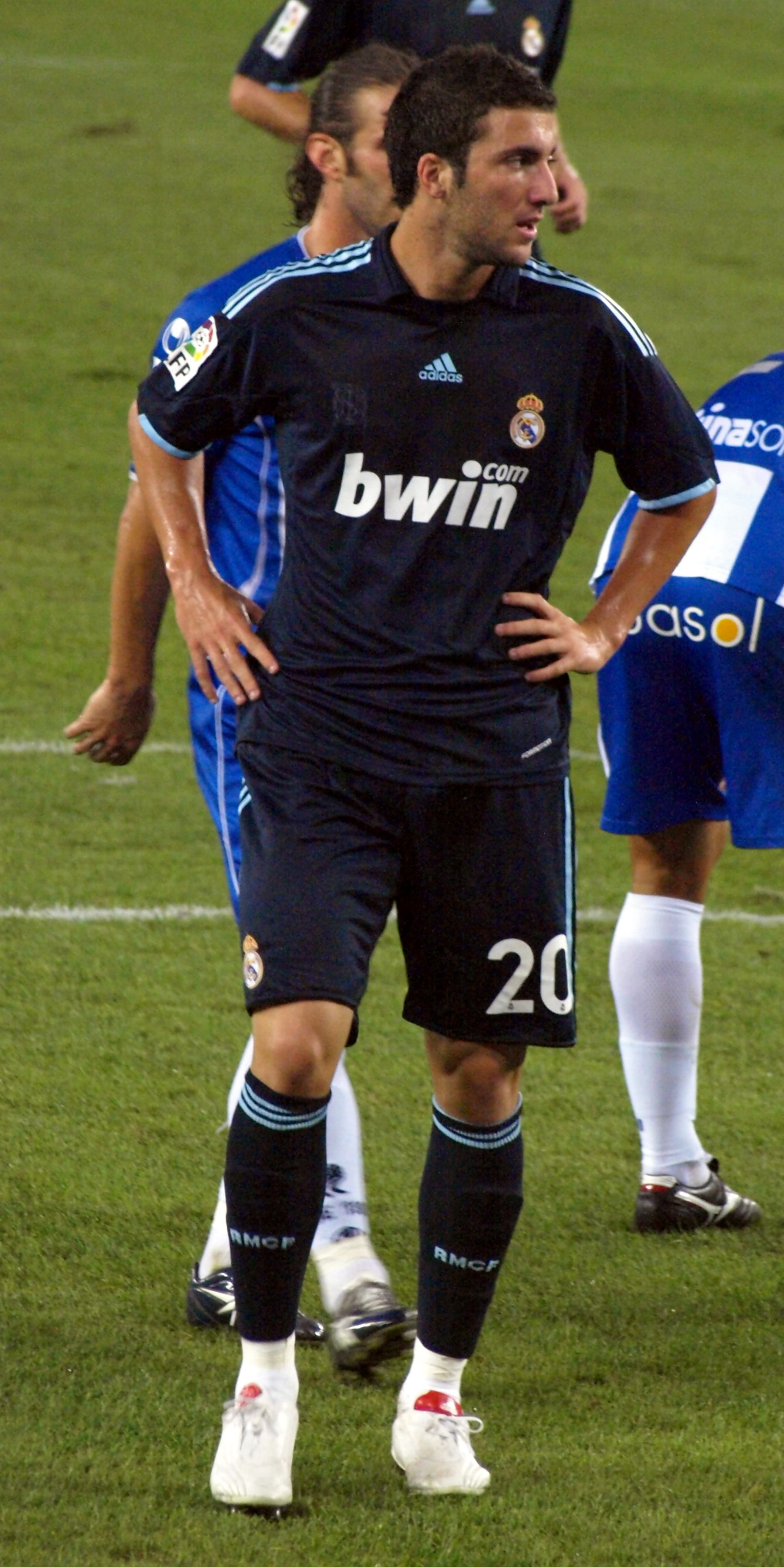
2009년 9월, 에스파뇰과의 리그 원정 경기의 이과인

2009-10 시즌, 이과인은 리그에서 27골, 모든 대회 통틀어 29골을 기록해 레알 마드리드의 시즌 최다 득점자였고, 리오넬 메시에 이어 라 리가 최다 득점 2위를 기록해, 스웨덴 국가대표 즐라탄 이브라히모비치와 마드리드 동료 크리스티아누 호날두보다 더 많은 골을 넣었다. 같은 시즌에, 그는 UEFA 챔피언스리그에서 엠마뉴엘 셰이 아데바요르와 충돌하였다.

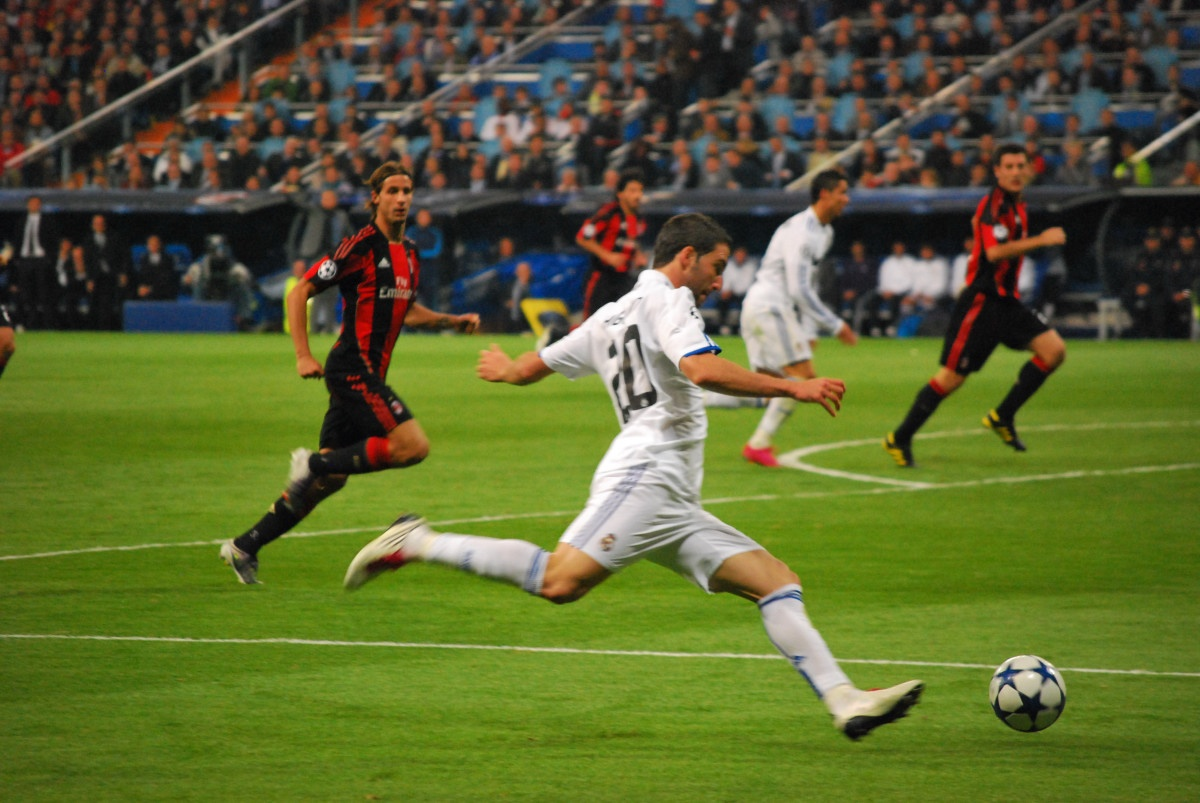
밀란과의 UEFA 챔피언스리그 조별 리그 경기에 출전한 곤살로 이과인

2010년 6월, 레알 마드리드는 이과인과의 계약을 2016년까지 연장했다. 2010년 10월 23일, 하얀 군단 (Los Blancos) 이 6-1로 이긴 라싱 산탄데르와의 경기에서 레알 마드리드의 5,200호 골을 기록했다. 같은 해 11월 4일, 이과인은 마드리드의 UEFA 챔피언스리그 1700호골을 기록했다.
2010년 12월 초순, 이과인은 요추 추간판 탈락으로 진단되었고, 레알 마드리드의 의료진은 그에게 수술을 권했다. 2011년 1월 5일, 레알 마드리드는 그가 시카고의 파인버그 의과 대학의 리처드 G. 페슬러 신경외과 의학박사가 집도하는 수술을 받게 될 것임을 발표했다. 수술은 1월 11일에 진행되었고, 성공적으로 끝나 이과인은 다음 날 퇴원했다. 그는 재활 과정에서 4달 간 현장에서 활약이 불가능하게 되었다. 그는 두 달 간 수술에서 재활했고, 구단 훈련에 두 달을 더 보냈지만, 그는 예정 시기보다 일찍 복귀했다. 2011년 4월 23일, 이과인은 6-3으로 이긴 발렌시아와의 메스타야 원정 경기에서 해트트릭을 기록했고, 발렌시아전 5경기 18골을 기록했다. 이과인은 같은 경기에서 카림 벤제마와 카카의 골을 각각 한 번씩 돕기도 했다.

#### 2011–12 시즌
10월 2일, 이과인은 4-0으로 이긴 에스파뇰 원정에서 시즌 첫 해트트릭을 달성했고, 13일 뒤의 베티스 전에서도 해트트릭을 기록해 4-1 대승을 견인했다.
11월 26일, 이과인은 4-1로 이긴 이웃 아틀레티코 마드리드와의 마드리드 더비에서 3-1로 앞서나가는 골을 기록했다. 2012년 3월 31일, 그는 오사수나와의 경기에서 자신의 100번째 레알 마드리드 골을 기록했고, 한 골 더 넣어 라리가 2011-12 시즌에 레알 마드리드가 넣은 100호골의 주인공도 되었다. 리그 우승 과정에서, 그는 22골을 넣어 카림 벤제마보다 더 많은 골을 집어넣었고, 여전히 자신이 선수단의 핵심 선수임을 재확인시켰다.

#### 2012–13 시즌

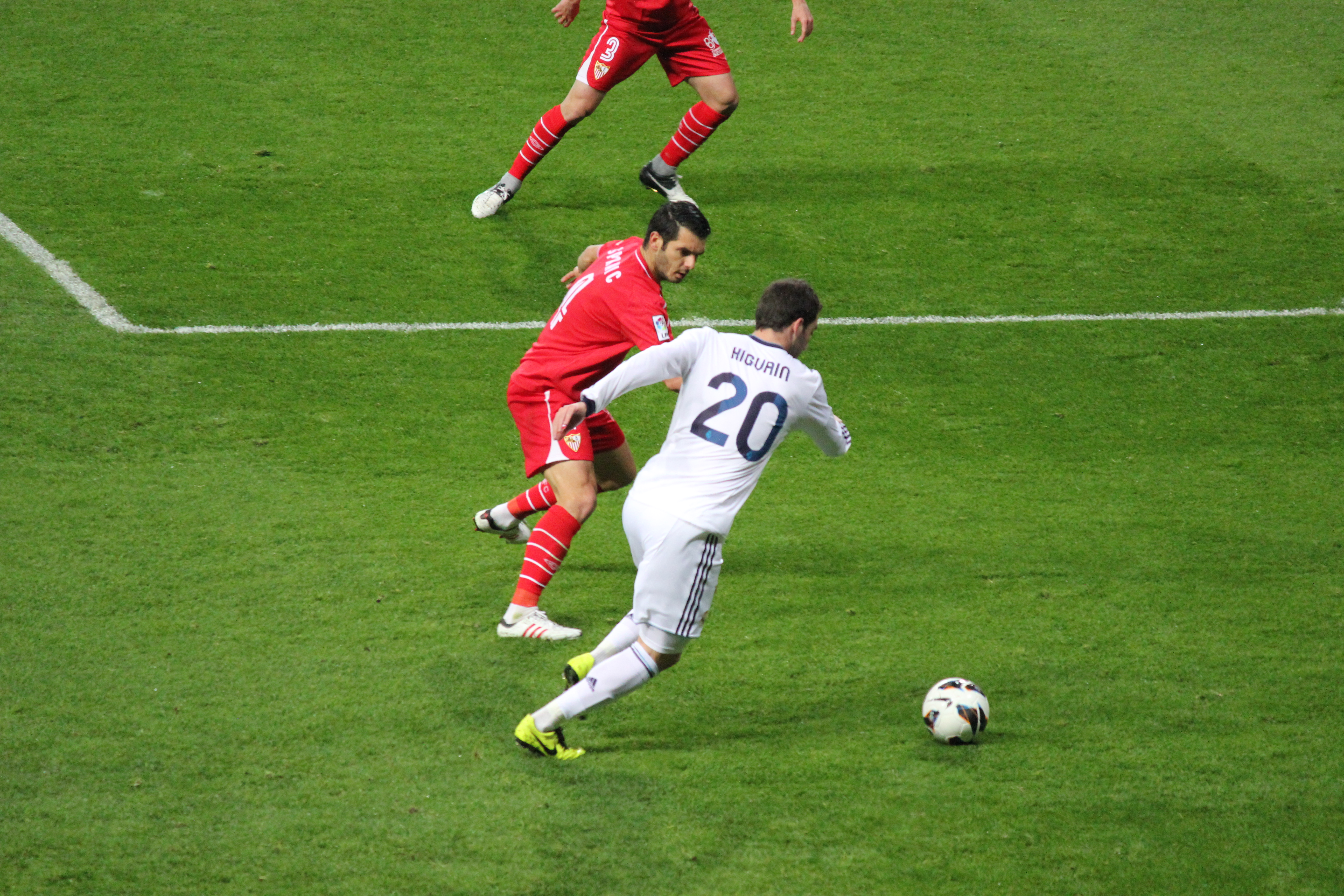
2013년 2월, 세비야와의 경기에서 에미르 스파히치를 제치려는 이과인

2012년 8월 29일, 이과인은 바르셀로나와의 수페르코파 데 에스파냐 2012 2차전 경기에서 선제골을 넣어 2-1 승리에 일조해, 레알 마드리드의 시즌 첫 우승을 쟁취했다.
2012년 10월 28일, 마요르카와의 원정 경기에서, 이과인은 2골을 기록하고 2번 골을 도와 5-0 승리를 견인했다. 2013년 2월 23일, 그는 데포르티보와의 경기에서 88분에 자신의 100번째 라 리가 골을 기록해 2-1 승리에 마침표를 찍었다.

### 나폴리
이과인은 출전 문제로 나폴리와 아스널과 같은 구단이 그를 영입하려 접근했다. 이과인은 이적설의 중심에 있었고, 다수의 언론은 아스널 이적 소문을 보도했지만 아우렐리오 데 라우렌티스 나폴리 회장이 리버풀 골키퍼 페페 레이나와 함께 의료 검진을 통과했다고 발표하며 사태가 종료되었고, 아르헨티나인은 이탈리아 구단과 5년 계약을 맺고 €40M에 이적했다. 7월 27일, 나폴리는 이과인의 이적 절차를 마무리지었고, 이과인은 등번호 9번을 받았다.

#### 2013–14 시즌
2013년 8월 10일, 이과인은 벤피카와의 시즌 전 친선전에 선발로 나서 첫 경기를 뛰었고, 2-1로 이긴 이 경기에서 첫 골도 기록했다. 8월 25일, 그는 3-0으로 이긴 볼로냐와의 2013-14 시즌 개막전에서 첫 세리에 A 경기를 치렀다. 1주 후, 그는 4-2로 이긴 키에보베로나 원정 경기에서 첫 리그 골을 기록했다. 그는 이어지는 아탈란타와의 안방 경기와 밀란과의 산 시로 원정 경기에서 두 경기 연속 득점에 성공했다.
9월 18일, 이과인은 2-1로 이긴 도르트문트와의 UEFA 챔피언스리그의 산 파올로 안방 경기에서 득점을 기록해 2-1 승리에 일조했다. 그는 안방에서 마르세유 아스널을 상대로 득점을 추가해 이길 수 있게 도왔지만, 나폴리는 6경기 중 4경기를 이기고도 조별 리그를 통과하지 못했다.
2014년 2월 12일, 이과인은 로마와의 코파 이탈리아 준결승전에서 3-0으로 이기는 과정에서 두 골을 넣었고, 합계 5-3으로 소속 구단이 대회 결승에 오르게 했다. 4월 13일, 그는 4-2로 이긴 라치오와의 경기에서 자신의 나폴리 첫 해트트릭을 기록했다.

#### 2014–15 시즌

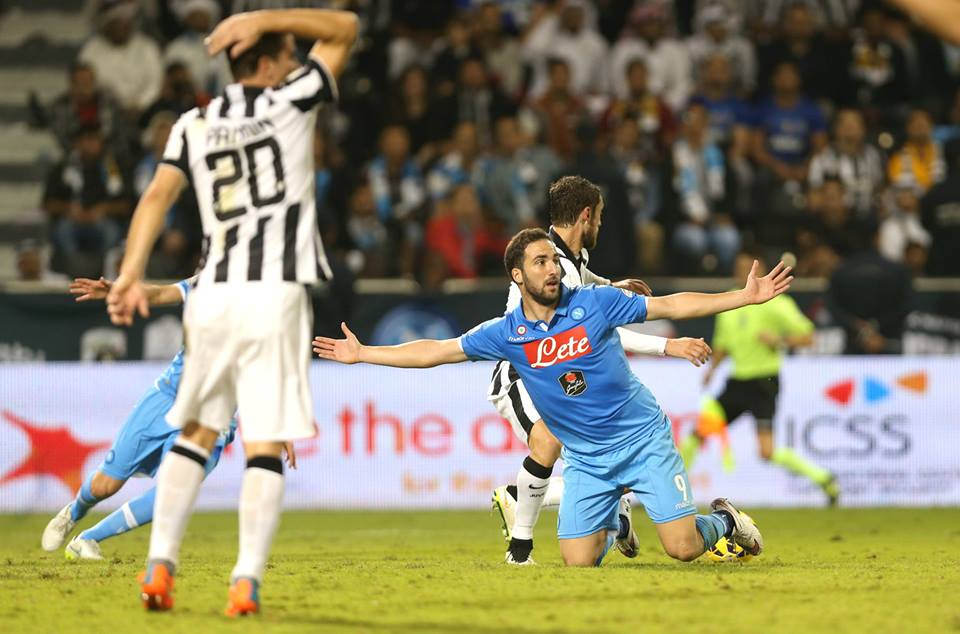
2014년 12월, 수페르코파 이탈리아나 2014에 출전한 이과인

2014년 10월 26일, 이과인은 6-2로 이긴 엘라스 베로나와의 안방 경기에서 첫 골로 시작해 해트트릭을 완성했다. 12월 22일, 카타르 도하에서 벌어진 유벤투스와의 수페르코파 이탈리아나 2014 경기에서, 이과인은 두 차례 동점골을 기록해 경기를 승부차기로 끌고 갔고, 그는 승부차기 주자로 나서 나폴리의 승리에 일조했다.
3월 12일, 디나모 모스크바와의 UEFA 유로파리그 16강 1차전 경기에서 해트트릭을 기록해 3-1 역전승을 견인했다.
시즌 마지막 경기이자 라파엘 베니테즈 임기의 마지막 나폴리 경기에서, 이과인은 두 골을 넣고 페널티킥을 실축했는데, 나폴리는 라치오에게 2-4로 패하면서 다음 시즌 UEFA 챔피언스리그 진출이 좌절되었다.

#### 2015–16 시즌
11월 8일, 이과인은 자신의 개인 통산 200호골을 기록했는데, 그의 시즌 9호골이자 7경기 연속 안방 경기 골로 우디네세에게 1-0 승리를 거둘 수 있었다. 3주 후, 그는 인테르나치오날레와의 경기에서 64초 만에 넣은 골을 포함해 두 골을 넣어 2-1 승리를 견인했고, 나폴리를 25년만에 처음으로 리그 1위에 올려놓았다.
이과인은 2016년 1월 16일, 사수올로와의 경기에서 2골을 기록해 3-1 승리에 일조하고 2위와의 격차를 4점으로 늘렸다. 그의 이 경기 두 번째 골은 그의 시즌 20호골이었다. 그는 4월 3일 1-3으로 패한 우디네세 원정 경기에서 세리에 A 시즌 30호골을 기록했지만, 같은 경기에서 퇴장도 당했다. 며칠 후, 세리에 A 사무국은 이과인에게 4경기 출장 정지 징계를 내렸다. 한 경기 정지는 경고 누적에 의한 것이었고, 한 경기는 "경기 주심에 항의한 것", 또 한 경기는 "상대에 범한 비신사적인 반칙" 그리고 나머지 한 경기는 마시밀리아노 이라티 주심을 민 것에 의한 것이었고, €20,000의 벌금령도 내려졌다. 4월 15일, 출장 정지 징계에 대한 항소로, 징계는 3경기로 완화되었다.
5월 14일, 이과인은 4-0으로 이긴 프로시노네와의 시즌 최종전이자 안방 경기에서 해트트릭을 달성했고, 36골을 득점한 그는 세리에 A 득점왕에 등극했고, 지노 로세티가 1928-29 시즌에 세운 역대 단일 시즌 최다 득점 기록과 동률을 이루었다. 그 외에 이 시즌에 20골을 넘긴 선수는 한 명도 없었는데, 두 번째로 많은 골을 넣은 선수는 파울로 디발라로 19골을 기록했다.

### 유벤투스

#### 2016–17 시즌
추측이 한 달 간 흘러나오는 가운데, 2016년 7월 26일, 이과인은 유벤투스로 €90M에 이적하며 두 기록을 경신했다. 그는 역대 최고 이적료로 손꼽히는 이적을 감행했는데, 이탈리아 축구계 역대 최고 이적료를 기록했다. 이적 사흘 후, 이과인은 유벤투스로의 이적이 아우렐리오 데 라우렌티스 나폴리 회장과의 관계가 이유였다고 해명했다. 8월 20일, 이과인은 피오렌티나를 상대한 개막전 안방 경기에서 유벤투스 데뷔전을 치렀고 결승골을 집어넣어 2-1 승리에 일조했다. 9월 10일, 그는 3-1로 이긴 사수올로와의 안방 경기에서 2골을 추가했다. 10월 29일, 그는 친정 구단 나폴리를 상대로 득점을 기록했지만 골을 자축하지 않았고, 이 경기는 2-1로 안방에서 이겼다. 2017년 4월 5일, 이과인은 나폴리 원정에서 치른 코파 이탈리아 2016-17 준결승 2차전에서 2골을 기록해 2-3으로 경기를 졌지만, 합계 5-4로 유벤투스를 결승전에 올렸다. 그 다음 주, 이과인은 키에보베로나와의 경기에 2골을 추가해 1957-58 시즌의 존 찰스와 오마르 시보리 이래 유벤투스의 1년차에 20골 이상을 기록한 첫 선수로 기록되었다. 4월 15일, 이과인은 페스카라와의 원정 경기에서 홀로 두 골을 넣어 2-0 승리를 견인해 유럽 무대 200호골을 자축했다. 6월 3일, 이과인은 UEFA 챔피언스리그 결승전에 선발로 출전했지만, 유벤투스는 전 대회에서 우승을 거둔 레알 마드리드에 1-4로 패했다. 그는 전반전에 승부를 잠시 원점으로 돌려놓은 마리오 만주키치의 동점골을 도왔다.

#### 2018–19 시즌: 밀란 임대
2018년 8월 2일, 밀란과 1시즌 임대와 구매 옵션을 포함한 계약을 맺으며 이적했다.

#### 2019 시즌: 첼시 임대
2019년 1월 이적시장에서 첼시로 임대 이적하여 나폴리 시절 감독인 마우리치오 사리와 재회했다.

#### 2019–20 시즌
2019년 7월 첼시와 임대 연장을 하지 않고 유벤투스로 돌아왔다. 또한 시즌 종료 후 유벤투스로 자리를 옮긴 사리와 다시 한 번 더 만나게 됐다. 기존 9번이었던 등번호는 21번으로 변경됐다.
8월 31일 이전 클럽인 나폴리 전에서 복귀 골을 넣었다.
2020년 9월 17일 유벤투스와 계약을 해지하였다.

### 인터 마이애미
2020년 9월 18일 인터 마이애미에 입단하였다.

## 국가대표팀 경력
이과인은 아르헨티나 대표로 FIFA 월드컵에 참가한 해외 출신 선수 3명 중 하나로, 남은 두 명은 페드로 아리코 수아레스와 콘스탄티노 우르비에타 소사였다. 그는 처음에 아르헨티나와 프랑스 국가대표팀 제의를 모두 거절했지만, 당시 어느 국가대표로 출전할 지 결정을 못 내렸다 밝혔고, 나중에 아르헨티나 대표를 선택했다. 이과인은 2008년 2월에 과테말라와의 친선경기를 앞두고 아르헨티나 U-23 국가대표팀에 차출되었고, 5-0 아르헨티나가 이긴 이 데뷔전에서 두 골을 추가했다. 그러나, 이 경기는 FIFA로부터 "A"급 국제 경기로 승인되지 않았다.

### 2010년 FIFA 월드컵

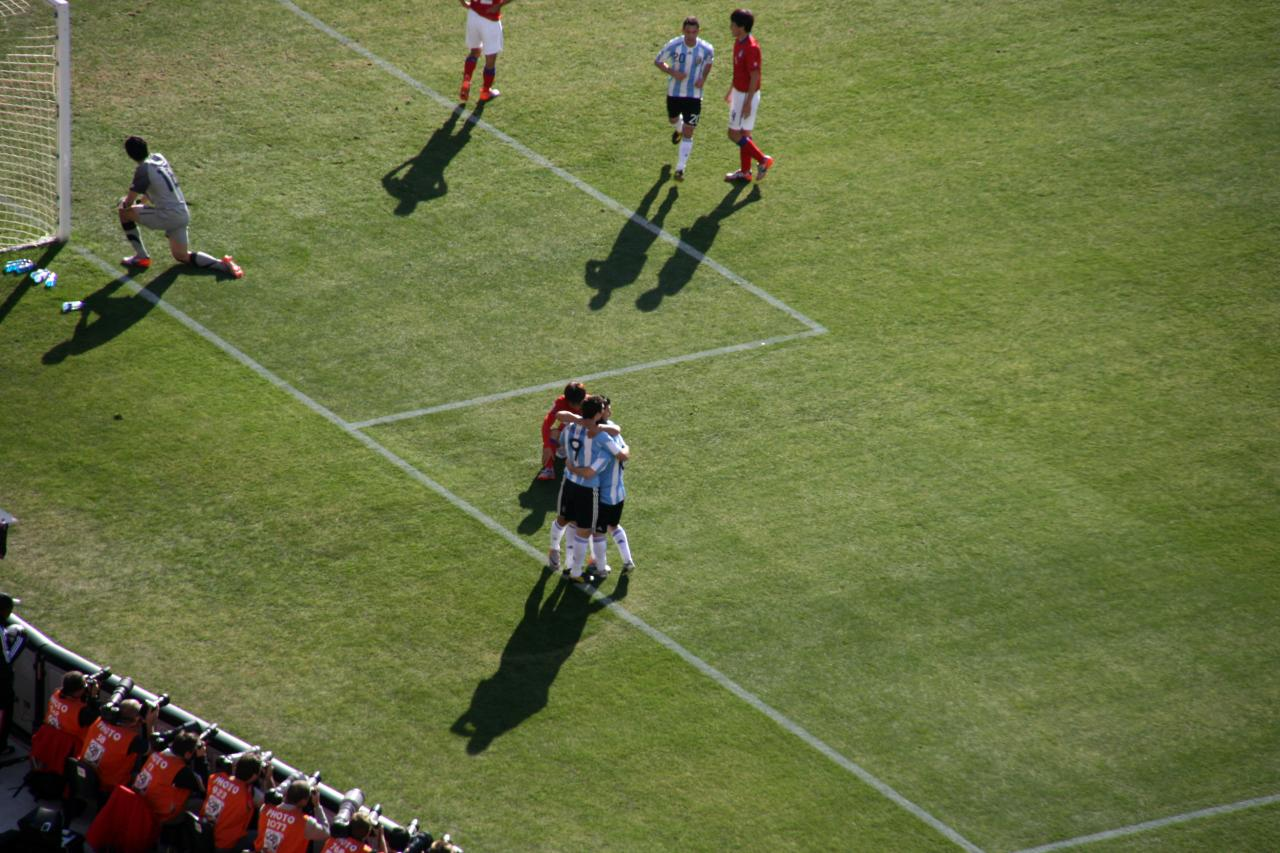
2010년 6월 17일, 대한민국과의 2010년 FIFA 월드컵 경기에서 해트트릭을 자축하는 이과인 (9번)

이과인은 페루와 우루과이와의 2010년 FIFA 월드컵 예선전을 앞두고 디에고 마라도나 감독에 의해 아르헨티나 국가대표로 차출되었다. 그는 첫 성인 대표팀 데뷔전에서 첫 골을 넣었는데, 2009년 10월 10일, 페루와의 경기에서 49분에 득점하여 2-1 승리에 일조했다. 아르헨티나가 본선에 진출한 후, 이과인은 2010년 FIFA 월드컵의 명단에 자신의 이름을 올렸다. 그는 4-1로 이긴 대한민국과의 조별 리그 2차전 경기에서 해트트릭을 기록했는데, 그는 1930년의 기예르모 스타빌레와 1994년과 1998년의 가브리엘 바티스투타에 이어 FIFA 월드컵 본선에서 해트트릭을 기록한 3번째 아르헨티나 선수가 되었고, 2002년 대회 이래 처음으로 해트트릭을 기록한 아르헨티나 선수가 되었다. 그는 3-1로 이긴 멕시코와의 16강전에서도 한 골을 추가해 이 대회에서만 4골을 넣었고, 그는 이 대회의 최다 득점 2위로 올라서기도 했다.

### 2011년 코파 아메리카
이과인은 세르히오 바티스타에 의해 안방에서 열린 2011년 코파 아메리카에 아르헨티나 선수단 일원으로 참가했는데, 그는 카를로스 테베스가 선발 중앙 공격수를 맡고 있기에 조별 리그에서 1번을 선발로 1번을 교체로 출전했다. 아르헨티나는 콜롬비아에 이어 조 2위로 8강에 진출했다. 그는 산타 페에서 열린 우루과이와의 8강전에 선발로 출전했고, 17분에 리오넬 메시의 크로스를 받아 머리로 페르난도 무슬레라 골키퍼를 넘기는 동점골을 기록했다. 그는 한 골을 추가한 것으로 보였으나, 오프사이드로 취소되었다. 이과인은 승부차기 주자로 나서 양쪽 골대를 강타했지만 골망을 흔들다. 하지만, 아르헨티나는 승부차기에서 4-5로 패했다.

### 2011년부터 2014년까지
2011년 10월 8일, 이과인은 4-1로 이긴 칠레와의 경기에서 해트트릭을 기록하고 1골을 도왔다. 2012년 6월 2일, 그는 2014년 FIFA 월드컵 예선전에서 2-0으로 앞서나가는 골을 기록했는데, 아르헨티나는 에콰도르를 4-0으로 이겼다.

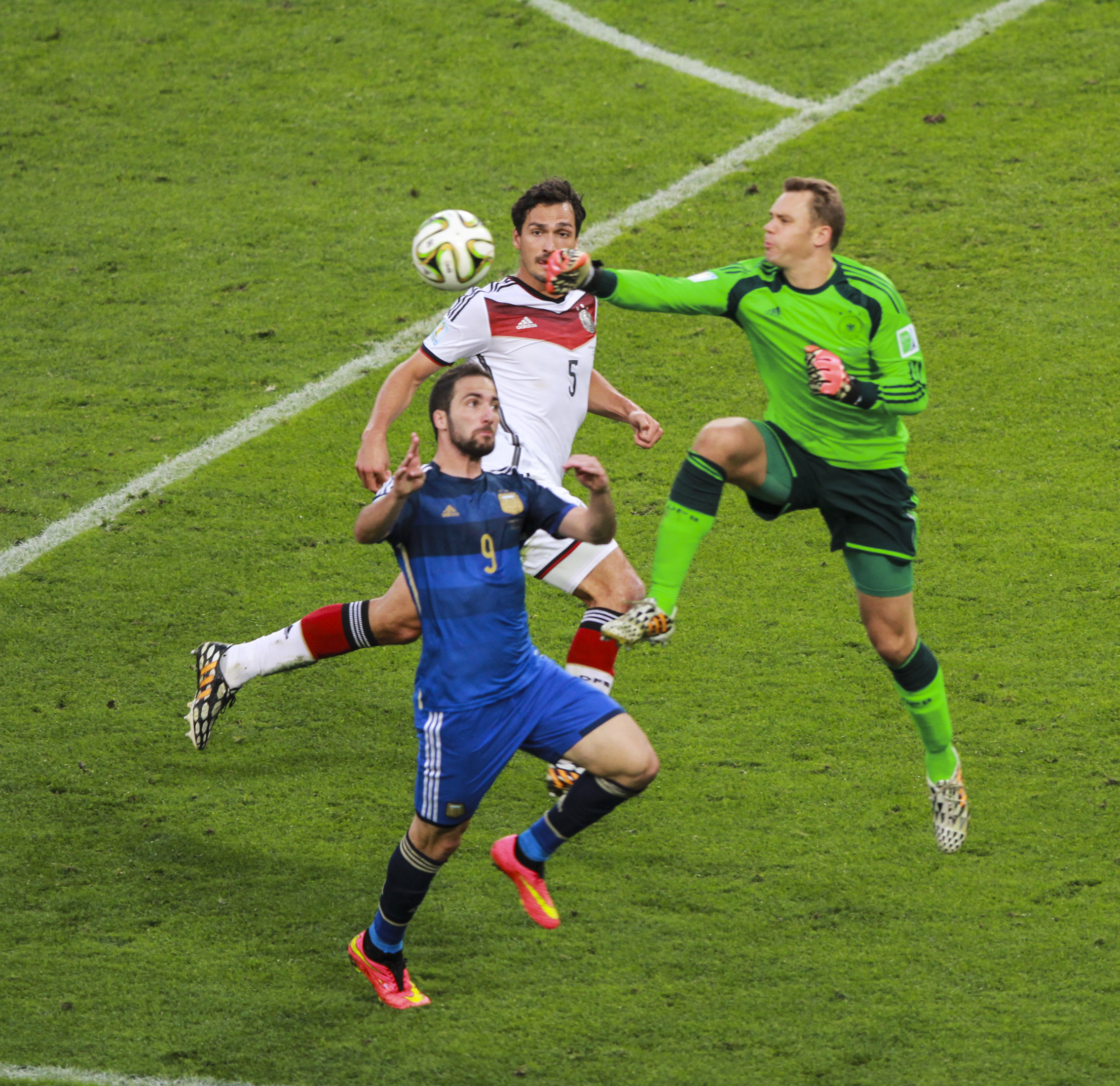
2014년 FIFA 월드컵 결승전에서 독일의 마츠 후멜스와 마누엘 노이어를 상대하는 이과인

2012년 9월 7일, 이과인은 파라과이와의 2014년 FIFA 월드컵 남아메리카 예선전에서 추가골을 집어넣고 1골을 도왔다. 이후 9월 11일에는 동점골을 집어넣어 아르헨티나는 페루와 리마에서 1-1로 비겼다.
2013년 3월 22일, 이과인은 2골을 넣어 아르헨티나의 베네수엘라전 3-0 승리를 견인했고, 총 9골로 남아메리카 지역 FIFA 월드컵 예선 최다 득점자가 되었다. 그는 라다멜 팔카오와 함께 메시와 루이스 수아레스에 이어 CONMEBOL 최다 득점 3위를 기록했다.

### 2014년 FIFA 월드컵
이과인은 2014년 FIFA 월드컵에 참가할 아르헨티나의 23인 최종 명단에 이름을 올렸다. 2-1로 이긴 보스니아 헤르체고비나와의 마라카낭 일전에서 후반에 교체로 출전한 후, 그는 메시와 패스를 주고받아 주장의 결승골을 도왔다. 그는 이란과 벨루 오리존치에서 벌인 아르헨티나의 2차전에서 선발로 나섰다. 7월 5일, 그는 벨기에와의 8강전에서 득점했는데, 그의 골은 경기의 1-0 결승골이 되었다. 독일과의 결승전은 토니 크로스가 머리로 잘못 뒤로 보낸 공으로 견제 없이 마누엘 노이어 독일 골키퍼와 1대1 상황을 만들어냈지만, 오프사이드로 골이 인정되지 못했고, 결국 독일이 연장전 끝에 마리오 괴체가 1-0 승리를 챙겨가 준우승에 그치고 말았다.

### 2015년 코파 아메리카
세르히오 아궤로가 아르헨티나의 3인 공격 체계에서 중앙 공격수로 단독 기용되었기에, 이과인은 비냐 델 마르에서 벌어진 자메이카와의 2015년 코파 아메리카 B조 최종전에서 처음으로 선발 출전했다. 그는 50번째 국제 경기에서 11분에 앙헬 디 마리아가 띄워준 공으로 1-0 결승골을 뽑았고, 아르헨티나는 조 1위로 8강에 진출했다. 6월 30일, 그는 6-1로 이긴 파라과이와의 준결승전에서 아궤로와 교체로 들어온 지 2분 만에 아르헨티나의 6번째 골을 기록했다. 7월 4일, 이과인은 칠레와의 2015년 코파 아메리카 결승전 승부차기에서 패할 당시 실축한 두 아르헨티나 선수들 중 한 명이었고, 그는 주자로 나서 공으로 골대를 강타했다.

### 코파 아메리카 센테나리오
2016년, 코파 아메리카 센테나리오에서, 그는 헤라르도 마르티노에 의해 아르헨티나의 23인 최종 명단에 이름을 올렸고, 그는 대표팀의 주전 중앙 공격수로 기용되었다. 6월 18일, 그는 4-1로 이긴 베네수엘라와의 8강전에서 2골을 기록했다. 사흘 후, 그는 4-0으로 이긴 미국과의 준결승전에서 2골을 삽입해 4-0 승리를 공헌 했다. 그는 8일 뒤에 작년처럼 칠레와 결승전을 벌였지만, 하양-하늘 군단 (Albiceleste) 은 또다시 연장전 끝에 0-0으로 비긴 후 승부차기에서 패했다.

### 2018년 FIFA 월드컵
니콜라스 오타멘디의 훼방으로 인해 경기에 제대로 집중하지 못해 팀이 크로아티아에게 패배하는 것을 막지 못했다. 2018년 FIFA 월드컵이 종료된 직후 아르헨티나 축구 국가대표팀에서 은퇴했다. 이후 꼭 필요한 선수만 선발하는 데다가 못하면 바로 물갈이하는 리오넬 스칼로니 감독의 성향에 의해 국가대표에 뽑히지 않았다.

## 플레이스타일
자신만의 스타일이 드러나지는 않지만 운동장을 넓게 쓰는 공격수이자, 골 결정력이 좋은 선수이나 슈팅능력이 그렇게 뛰어나지는 않다. 100m를 13초에 뛴다. 이과인은 그의 세대에서 여러 공격수들 중 한 명으로 평가되며, 좋은 공격 능력으로 잘 알려져 있고,그는 공을 잡아 다른 선수에게 건네주기도 한다. 그는 경기장에서 발휘하는 발놀림으로도 알려져 역습에 가장 위협적인 공격수로 평가된다. 그의 경기에 임하는 양식은 같은 국적의 에르난 크레스포나 가브리엘 바티스투타와 자주 견주어지곤 했다. 골 결정력에도 불구하고, 이과인은 소속 구단과 국가대표팀의 중요한 경기에서 큰 인상을 남기지 못해 비판의 대상이 되곤 했다. 이를 가장 두드러지게 나타낸 때는 컵대회 결승전과 레알 마드리드, 나폴리, 그리고 유벤투스에서 치른 UEFA 챔피언스리그의 중요한 경기에서였고, 아르헨티나가 2014년 FIFA 월드컵 결승전, 2015년 코파 아메리카 결승전, 그리고 코파 아메리카 센테나리오 결승전에서도 마찬가지였다.
골을 넣는 위치를 미리 예측해서 골을 넣는 능력은 탁월하나, 몸싸움으로 상대 수비수를 뚫는 능력은 부족하다. 때문에 상대 수비수들이 예측하지 못한 방향으로 가서 골을 넣는 것이 특화되어 있는 선수이다. 그래서 필립 람을 중심으로 탄탄한 수비를 구축하는 독일에게 능력을 제대로 발휘하지 못한다. 곤살로 이과인에게 축구 선수로서 필립 람이 천적이며 그 때문에 FIFA 월드컵에서 아르헨티나가 독일에게 2번이나 쩔쩔맸다. 또한 독일이 우승 후보에서 내려온 이후인 2018년 FIFA 월드컵에서도 이 취약점은 계속되어 이 월드컵의 모든 경기에서 제대로 활약하지 못했다.

## 경력 통계

### 클럽
| 클럽          | 시즌      | 리그                         | 리그 | 리그 | 컵   | 컵   | 대륙 | 대륙 | 기타1 | 기타1 | 합계 | 합계 |
| 클럽          | 시즌      | 단계                         | 출장 | 득점 | 출장 | 득점 | 출장 | 득점 | 출장  | 득점  | 출장 | 득점 |
| ------------- | --------- | ---------------------------- | ---- | ---- | ---- | ---- | ---- | ---- | ----- | ----- | ---- | ---- |
| 리버 플레이트 | 2004–05   | 아르헨티나 프리메라 디비시온 | 4    | 0    | –    | –    | –    | –    | –     | –     | 4    | 0    |
| 리버 플레이트 | 2005–06   | 아르헨티나 프리메라 디비시온 | 14   | 5    | –    | –    | 4    | 2    | –     | –     | 18   | 7    |
| 리버 플레이트 | 2006–07   | 아르헨티나 프리메라 디비시온 | 17   | 8    | –    | –    | 2    | 0    | –     | –     | 19   | 8    |
| 리버 플레이트 | 합계      | 합계                         | 35   | 13   | 0    | 0    | 6    | 2    |       |       | 41   | 15   |
| 레알 마드리드 | 2006–07   | 라 리가                      | 19   | 2    | 2    | 0    | 2    | 0    | –     | –     | 23   | 2    |
| 레알 마드리드 | 2007–08   | 라 리가                      | 25   | 8    | 4    | 1    | 5    | 0    | –     | –     | 34   | 9    |
| 레알 마드리드 | 2008–09   | 라 리가                      | 34   | 22   | 2    | 1    | 7    | 0    | 1     | 1     | 44   | 24   |
| 레알 마드리드 | 2009–10   | 라 리가                      | 32   | 27   | 1    | 0    | 7    | 2    | –     | –     | 40   | 29   |
| 레알 마드리드 | 2010–11   | 라 리가                      | 17   | 10   | 2    | 1    | 6    | 2    | –     | –     | 25   | 13   |
| 레알 마드리드 | 2011–12   | 라 리가                      | 35   | 22   | 5    | 1    | 12   | 3    | 2     | 0     | 54   | 26   |
| 레알 마드리드 | 2012–13   | 라 리가                      | 28   | 16   | 5    | 0    | 9    | 1    | 2     | 1     | 44   | 18   |
| 레알 마드리드 | 합계      | 합계                         | 190  | 107  | 21   | 4    | 48   | 8    | 5     | 2     | 264  | 121  |
| 나폴리        | 2013–14   | 세리에 A                     | 32   | 17   | 5    | 2    | 9    | 5    | –     | –     | 46   | 24   |
| 나폴리        | 2014–15   | 세리에 A                     | 37   | 18   | 4    | 1    | 16   | 8    | 1     | 2     | 58   | 29   |
| 나폴리        | 2015–16   | 세리에 A                     | 35   | 36   | 2    | 0    | 5    | 2    | –     | –     | 42   | 38   |
| 나폴리        | 합계      | 합계                         | 104  | 71   | 11   | 3    | 30   | 15   | 1     | 2     | 146  | 91   |
| 유벤투스      | 2016–17   | 세리에 A                     | 38   | 24   | 4    | 3    | 12   | 5    | 1     | 0     | 55   | 32   |
| 유벤투스      | 2017–18   | 세리에 A                     | 35   | 16   | 4    | 2    | 10   | 5    | 1     | 0     | 50   | 23   |
| 유벤투스      | 2019-20   | 세리에 A                     | 32   | 8    | 3    | 1    | 8    | 2    | 1     | 0     | 44   | 11   |
| 유벤투스      | 합계      | 합계                         | 105  | 48   | 11   | 6    | 30   | 12   | 3     | 0     | 149  | 66   |
| 밀란          | 2018–19   | 세리에 A                     | 15   | 6    | 1    | 0    | 5    | 2    | 1     | 0     | 22   | 8    |
| 첼시          | 2018-19   | 프리미어리그                 | 14   | 5    | 2    | 0    | 2    | 0    | 1     | 0     | 19   | 5    |
| 마이애미      | 2020      | 메이저리그 사커              | 9    | 1    | –    | –    | –    | –    | –     | –     | 9    | 1    |
| 마이애미      | 2021      | 메이저리그 사커              | 30   | 12   | –    | –    | –    | –    | –     | –     | 30   | 12   |
| 마이애미      | 2022      | 메이저리그 사커              | 28   | 16   | 2    | 0    | –    | –    | 1     | 0     | 31   | 16   |
| 마이애미      | 합계      | 합계                         | 67   | 29   | 2    | 0    | 0    | 0    | 1     | 0     | 70   | 29   |
| 경력 합계     | 경력 합계 | 경력 합계                    | 530  | 279  | 48   | 13   | 121  | 39   | 11    | 4     | 711  | 335  |

1 수페르코파 데 에스파냐 및 수페르코파 이탈리아나 경기 포함

### 국가대표팀

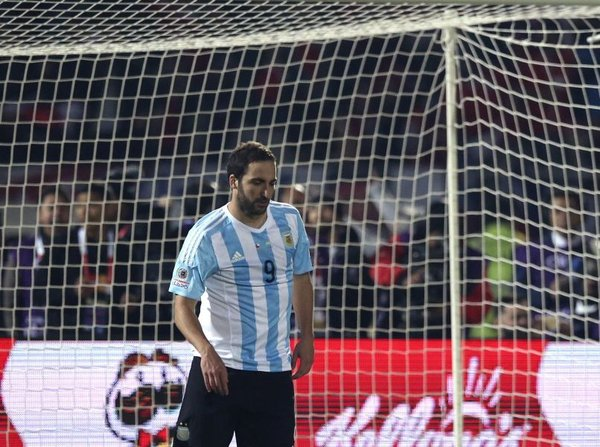
아르헨티나 국가대표팀의 이과인

| 국가대표팀 | 시즌 | 출장 | 득점 | 도움 |
| ---------- | ---- | ---- | ---- | ---- |
| 아르헨티나 | 2009 | 3    | 1    | 0    |
| 아르헨티나 | 2010 | 10   | 6    | 2    |
| 아르헨티나 | 2011 | 9    | 5    | 1    |
| 아르헨티나 | 2012 | 8    | 4    | 4    |
| 아르헨티나 | 2013 | 5    | 4    | 1    |
| 아르헨티나 | 2014 | 11   | 3    | 1    |
| 아르헨티나 | 2015 | 8    | 2    | 1    |
| 아르헨티나 | 2016 | 13   | 6    | 3    |
| 아르헨티나 | 2017 | 1    | 0    | 0    |
| 아르헨티나 | 2018 | 6    | 0    | 1    |
| 합계       | 합계 | 75   | 31   | 14   |

### 국가대표팀 득점 기록
2018년 6월 30일 기준. 아래의 점수에서 왼쪽의 점수가 아르헨티나의 점수이며, 점수 열은 이과인의 득점 이후의 점수 상황을 나타낸다.
| #  | 날짜             | 경기장                                                                   | 출장 횟수 | 상대       | 점수 | 최종결과     | 대회                      |
| -- | ---------------- | ------------------------------------------------------------------------ | --------- | ---------- | ---- | ------------ | ------------------------- |
| 1  | 2009년 10월 10일 | 엘 모누멘탈, 부에노스아이레스, 아르헨티나                                | 1         | 페루       | 1–0  | 2–1          | 2010년 FIFA 월드컵 예선전 |
| 2  | 2010년 3월 3일   | 알리안츠 아레나, 뮌헨, 독일                                              | 4         | 독일       | 1–0  | 1–0          | 친선경기                  |
| 3  | 2010년 6월 17일  | 사커 시티, 요하네스버그, 남아프리카 공화국                               | 7         | 대한민국   | 2–0  | 4–1          | 2010년 FIFA 월드컵        |
| 4  | 2010년 6월 17일  | 사커 시티, 요하네스버그, 남아프리카 공화국                               | 7         | 대한민국   | 3–1  | 4–1          | 2010년 FIFA 월드컵        |
| 5  | 2010년 6월 17일  | 사커 시티, 요하네스버그, 남아프리카 공화국                               | 7         | 대한민국   | 4–1  | 4–1          | 2010년 FIFA 월드컵        |
| 6  | 2010년 6월 27일  | 사커 시티, 요하네스버그, 남아프리카 공화국                               | 8         | 멕시코     | 2–0  | 3–1          | 2010년 FIFA 월드컵        |
| 7  | 2010년 9월 7일   | 엘 모누멘탈, 부에노스아이레스, 아르헨티나                                | 11        | 스페인     | 2–0  | 4–1          | 친선경기                  |
| 8  | 2011년 7월 16일  | 에스타디오 브리가디에르 헤네랄 에스타니슬라오 로페스, 산타페, 아르헨티나 | 16        | 우루과이   | 1–1  | 1–1 (4–5 승) | 2011년 코파 아메리카      |
| 9  | 2011년 9월 6일   | 방가반두 국립경기장, 다카, 방글라데시                                    | 18        | 나이지리아 | 1–0  | 3–1          | 친선경기                  |
| 10 | 2011년 10월 7일  | 엘 모누멘탈, 부에노스아이레스, 아르헨티나                                | 19        | 칠레       | 1–0  | 4–1          | 2014년 FIFA 월드컵 예선전 |
| 11 | 2011년 10월 7일  | 엘 모누멘탈, 부에노스아이레스, 아르헨티나                                | 19        | 칠레       | 3–0  | 4–1          | 2014년 FIFA 월드컵 예선전 |
| 12 | 2011년 10월 7일  | 엘 모누멘탈, 부에노스아이레스, 아르헨티나                                | 19        | 칠레       | 4–1  | 4–1          | 2014년 FIFA 월드컵 예선전 |
| 13 | 2012년 6월 2일   | 엘 모누멘탈, 부에노스아이레스, 아르헨티나                                | 24        | 에콰도르   | 2–0  | 4–0          | 2014년 FIFA 월드컵 예선전 |
| 14 | 2012년 9월 7일   | 에스타디오 마리오 알베르토 켐페스, 코르도바, 아르헨티나                  | 27        | 파라과이   | 2–1  | 3–1          | 2014년 FIFA 월드컵 예선전 |
| 15 | 2012년 9월 11일  | 에스타디오 나시오날 델 페루, 리마, 페루                                  | 28        | 페루       | 1–1  | 1–1          | 2014년 FIFA 월드컵 예선전 |
| 16 | 2012년 10월 16일 | 에스타디오 나시오날 데 칠레, 산티아고, 칠레                              | 30        | 칠레       | 2–0  | 2–1          | 2014년 FIFA 월드컵 예선전 |
| 17 | 2013년 2월 6일   | 프렌즈 아레나, 솔나, 스웨덴                                              | 31        | 스웨덴     | 3–1  | 3–2          | 친선경기                  |
| 18 | 2013년 3월 22일  | 엘 모누멘탈, 부에노스 아이레스, 아르헨티나                               | 32        | 베네수엘라 | 2–0  | 3–0          | 2014년 FIFA 월드컵 예선전 |
| 19 | 2013년 3월 22일  | 엘 모누멘탈, 부에노스 아이레스, 아르헨티나                               | 32        | 베네수엘라 | 3–0  | 3–0          | 2014년 FIFA 월드컵 예선전 |
| 20 | 2013년 8월 14일  | 올림피코, 로마, 이탈리아                                                 | 34        | 이탈리아   | 1–0  | 2–1          | 친선경기                  |
| 21 | 2014년 7월 5일   | 이스타지우 마네 가힌샤, 브라질리아, 브라질                               | 41        | 벨기에     | 1–0  | 1–0          | 2014년 FIFA 월드컵        |
| 22 | 2014년 10월 14일 | 홍콩 스타디움, 완자이, 홍콩                                              | 45        | 홍콩       | 2–0  | 7–0          | 친선경기                  |
| 23 | 2014년 10월 14일 | 홍콩 스타디움, 완자이, 홍콩                                              | 45        | 홍콩       | 4–0  | 7–0          | 친선경기                  |
| 24 | 2015년 6월 20일  | 에스타디오 사우살리토, 비냐델마르, 칠레                                  | 50        | 자메이카   | 1–0  | 1–0          | 2015년 코파 아메리카      |
| 25 | 2015년 6월 30일  | 에스타디오 무니시팔 데 콘셉시온, 콘셉시온, 칠레                          | 51        | 파라과이   | 6–1  | 6–1          | 2015년 코파 아메리카      |
| 26 | 2016년 5월 28일  | E에스타디오 산후안 델 비센테나리오, 산후안, 아르헨티나                   | 57        | 온두라스   | 1–0  | 1–0          | 친선경기                  |
| 27 | 2016년 6월 18일  | 질레트 스타디움, 폭스버러, 미국                                          | 61        | 베네수엘라 | 1–0  | 4–1          | 코파 아메리카 센테나리오  |
| 28 | 2016년 6월 18일  | 질레트 스타디움, 폭스버러, 미국                                          | 61        | 베네수엘라 | 2–0  | 4–1          | 코파 아메리카 센테나리오  |
| 29 | 2016년 6월 21일  | NRG 스타디움, 휴스턴, 미국                                               | 62        | 미국       | 3–0  | 4–0          | 코파 아메리카 센테나리오  |
| 30 | 2016년 6월 21일  | NRG 스타디움, 휴스턴, 미국                                               | 62        | 미국       | 4–0  | 4–0          | 코파 아메리카 센테나리오  |
| 31 | 2016년 10월 6일  | 에스타디오 나시오날 델 페루, 리마, 페루                                  | 64        | 페루       | 2–1  | 2–2          | 2018년 FIFA 월드컵 예선전 |

## 수상

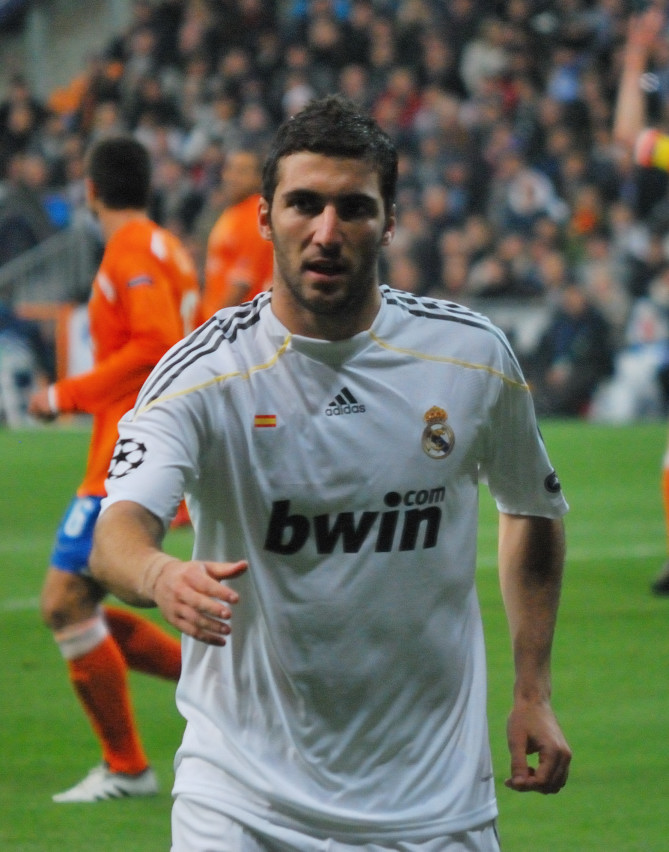
2009년, 취리히와의 UEFA 챔피언스리그 경기에 출전한 레알 마드리드의 이과인

#### 레알 마드리드 CF[97]
- 라리가 : 2006–07, 2007–08, 2011–12
- 국왕컵 : 2010–11
- 수페르코파 데 에스파냐 : 2008, 2012

#### SSC 나폴리[97]
- 코파 이탈리아 : 2013–14
- 수페르코파 이탈리아나 : 2014

#### 유벤투스 FC[97]
- 세리에 A : 2016–17, 2017-18, 2019-20
- 코파 이탈리아 : 2016–17, 2017-18
- UEFA 챔피언스리그 준우승 : 2016-17

#### 첼시 FC
- UEFA 유로파리그 : 2018-19

#### 아르헨티나[97]
- FIFA 월드컵 : 준우승 (2014)
- 코파 아메리카 : 준우승 (2015,[98] 2016)

### 개인
- 세리에 A 득점왕 : 2015–16[99]
- 세리에 A 올해의 팀 : 2013–14,[100] 2015–16,[101] 2016-17
- UEFA 유로파리그 시즌의 스쿼드 : 2013–14, 2014–15[102]
- ESM 올해의 팀 : 2015-16
- MLS 올해의 재기 상 : 2022
- 유벤투스 올해의 선수 : 2016–17, 2017-18
- FIFA 월드컵 MoM : vs 대한민국 (2010, 조별리그)[103], vs 벨기에 (2014, 8강전)[104]
- 세리에 A 단일 시즌 최다골 : 36골 (2015-16)[105]